# HMS Montford
HMS Montford (P3124) – brytyjski okręt patrolowy z okresu zimnej wojny, jedna z dwudziestu jednostek typu Ford. Okręt został zwodowany 10 października 1957 roku w stoczni Pimblott w Northwich i w tym samym roku rozpoczął służbę w Royal Navy. W 1966 roku jednostka została zakupiona przez Nigerię i pod nazwą „Ibadan” weszła w skład Marynarki Wojennej tego państwa we wrześniu 1966 roku. W maju 1967 roku okręt został zdobyty przez Biafrę i nazwany „Vigilance”, po czym został zatopiony przez siły nigeryjskie w Port Harcourt 10 września 1967 roku. Jednostkę później podniesiono i złomowano w Lagos.

## Projekt i budowa
Okręty patrolowe typu Ford zostały zaprojektowane przez W.J. Holta w celu zastąpienia używanych podczas II wojny światowej niewielkich patrolowców typu HDML. Jednostki planowano wyposażyć w jednolufową wersję miotacza Squid, jednak broń ta ostatecznie nie powstała i na pokładzie umieszczono tradycyjne miotacze i zrzutnie bomb głębinowych. Okręty miały charakterystyczny wygląd dzięki umieszczonym obok siebie dwóm kominom.
HMS „Montford” zamówiony został 24 maja 1955 roku w stoczni Pimblott w Northwich. Okręt został zwodowany 10 października 1957 roku i w tym samym roku przyjęty do służby w Royal Navy. Jednostka otrzymała numer taktyczny P3124.

## Dane taktyczno-techniczne
Okręt był dużym, przybrzeżnym patrolowcem, przeznaczonym do zwalczania okrętów podwodnych. Długość całkowita wynosiła 35,7 metra (33,5 m między pionami), szerokość 6,1 metra i zanurzenie 1,5 metra. Wyporność standardowa wynosiła 120 ton, a pełna 160 ton. Okręt napędzany był przez trzy silniki wysokoprężne: dwa 12-cylindrowe Davey-Paxman o łącznej mocy 1100 koni mechanicznych (KM), napędzające zewnętrzne śruby oraz silnik marszowy Foden o mocy 100 KM, poruszający środkową śrubą. Maksymalna prędkość okrętu wynosiła 18 węzłów, a ekonomiczna (marszowa) 8 węzłów. Okręt zabierał 23 tony paliwa.
Uzbrojenie artyleryjskie jednostki składało się z pojedynczego działka Bofors kal. 40 mm Mark 7 L/60. Broń ZOP stanowiły dwa miotacze i dwie zrzutnie bomb głębinowych. Wyposażenie radioelektroniczne obejmowało sonar Typ 144 oraz radar Typ 978.
Załoga okrętu składała się z 19 oficerów, podoficerów i marynarzy.

## Służba
Po dziewięciu latach służby w Royal Navy, 1 lipca 1966 roku jednostka została zakupiona przez Nigerię (wraz z bliźniaczymi HMS „Axford” i „Hinksford”). Okręt pozbawiono sonaru oraz zdemontowano miotacze i zrzutnie bomb głębinowych, w zamian instalując dwa pojedyncze działka automatyczne Oerlikon kal. 20 mm Mark 7 L/70. 9 września 1966 roku w Devonport jednostka pod nazwą „Ibadan” została przyjęta w skład Marynarki Wojennej Nigerii. Podczas służby pod nigeryjską banderą załoga jednostki liczyła 26 osób. W maju 1967 roku okręt został zdobyty przez Biafrę i nazwany „Vigilance”. 10 września 1967 roku jednostka została zatopiona przez okręty nigeryjskie w Port Harcourt. Okręt później podniesiono i złomowano w Lagos.